# 1966 في بوليفيا
فيما يلي قوائم الأحداث التي وقعت خلال عام 1966 في بوليفيا.

## سياسة

### انتهاء فترة المنصب
- 2 يناير – ألفريدو أوفاندو كانديا قائمة رؤساء بوليفيا.

## مواليد

### فبراير
- 12 فبراير – موديستو سوروكو لاعب كرة قدم بوليفي.

### مارس
- 27 مارس – راميرو كاستيو لاعب كرة قدم بوليفي.

## وفيات

### يناير
- 1 يناير – نستور غيين (مواليد 1890)